# Podział specjalny
Podział specjalny (podział do celów specjalnych) – podział administracyjny ustalony dla niezespolonej administracji państwowej (rządowej lub sądowej) w celu realizacji zadań nakładanych przez państwo. Podział ten może opierać się na zasadniczym podziale administracyjnym państwa, jednakże najczęściej go ignoruje, przedkładając praktyczne względy sprawności zarządzania nad faktyczny przebieg granic jednostek podziału administracyjnego. Główną przesłanką takiego stanu rzeczy jest bowiem nieadekwatność zasadniczego podziału terytorialnego kraju w stosunku do potrzeb danej sfery administracji. Podział ten zatem uwzględnia konkretne, specjalistyczne potrzeby określonych resortów (tzw. administracji specjalnej): prokuratury, administracji sądowej, skarbowej (np. izby skarbowe), celnej, morskiej (urzędy morskie), górniczej (urzędy górnicze), żeglugi śródlądowej, statystyki państwowej (urzędy statystyczne), lasów państwowych (nadleśnictwa), Straży Granicznej czy wojska (sztaby, wojskowe komendy uzupełnień, przed 1939 Okręgi Korpusu). Organy te posiadają swoją własną strukturę i podlegają bezpośrednio swoim prezesom albo odpowiednim ministrom, z pominięciem administracji wojewódzkiej.
Przykładem podziału specjalnego jest używany w Czechach dla potrzeb policji czy prokuratury podział kraju na powiaty (czes. okres), niebędące od 1 stycznia 2003 jednostką podziału administracyjnego Republiki Czeskiej. W Polsce przykładem takiego podziału może być podział kraju na 17 Regionalnych Dyrekcji Lasów Państwowych, a w okresie międzywojennym, kiedy kolej i poczta stanowiły organy administracji państwowej, przykładami takiego podziału były dyrekcje kolei państwowych oraz dyrekcje poczty.
W okresie przedwojennym skala stosowania podziałów specjalnych (zwanych także resortowymi) była większa niż współcześnie. Odrębną strukturę organizacyjną posiadały resorty Spraw Wojskowych, Sprawiedliwości, Skarbu, Poczt i Telegrafów, Reform Rolnych (do 1932) w całości, a częściowo resorty Wyznań Religijnych i Oświecenia Publicznego, Przemysłu i Handlu, Komunikacji i Opieki Społecznej. II Rzeczpospolita dzieliła się w rezultacie na 10 okręgów wojskowych (Okręgów Korpusu), 14 okręgów administracji skarbowej, 8 okręgów sądów apelacyjnych, 11 okręgów szkolnych, 6 okręgów celnych, 4 okręgi dróg wodnych, 4 okręgi probiercze, 3 okręgi ubezpieczeń i 8 okręgów pocztowo-telegraficznych. Niedogodności związane z niedostosowaniem się ww. instytucji do podziału administracyjnego państwa już w 1923 skłoniła członków sejmowej Komisji ds. reformy administracji do wysunięcia na przyszłość postulatu istotnego ograniczenia stosowania podziałów resortowych.